# 日本のうたごえ全国協議会
日本のうたごえ全国協議会（にほんのうたごえぜんこくきょうぎかい）は、1973年に日本のうたごえ実行委員会の規約を改正して発足した会員制音楽エンターテインメント事業組織である。初代会長代行・幹事長には、日本共産党員活動家であった藤本洋が選出された。

## 「日本のうたごえ運動」の終焉（1973年）－ 関鑑子の逝去にともなう全国中央組織の解体

### 日本のうたごえ "実行委員会" を "全国協議会" に改組
1973年5月2日、日本のうたごえ実行委員会の委員長であった関鑑子が死去したが、後任の委員長は選出されなかった。その後、同実行委員会機関紙「うたごえ新聞」8月10日・20日合併号に、「日本のうたごえ実行委員会規約改正にあたって」と題する記事が掲載された。記事には、日本のうたごえ運動を全国統一的に推進する中央組織として1955年に常設化された「実行委員会」の役割と名称を廃し、個々の自主的規約をもつ音楽団体やサークルが緩やかに結びつく「協議会」へと改組する提案が示された。提案の理由は、次のように説明された。
| 今回の改正案は日本のうたごえ実行委員会の名称を全国協議会と改めることを提案していますが（後述）、これは重要な意義をもっています。それは会の性格をいっそうはっきりさせることになります。［．．．］日本のうたごえ運動は組織としてはゆるやかな約束で結びあい、目的と方針で強く連帯しあって、ひとりひとりの自発性、自主性にもとづいて活動をすすめている大衆的な音楽創造運動ですから、実際には、日本のうたごえ実行委員会がかかげる目的や、すすむ基本方向で大きく統一し、運動方針を一つになってすすめることに努力しつつ、それぞれのうたごえ協議会やサークルが、それぞれの実情にあった規約や約束を自主的につくって運営し、活動しているのが現状です。したがって日本のうたごえ実行委員会の規約は全国協議会としての組織と活動を定めたものであって、これを運動のすべての多種多様な組織と活動を規制する規約にかえることは不可能です。またそれは運動の性格や実情にもあっていません。［．．．］そのような歴史的経過から、日本のうたごえ実行委員会は、運動を全国的に統一してすすめる恒常的な協議体の組織の性格をもちながら、通常一時的な行事、あるいは運動を主催する場合に用いる実行委員会という名称をかかげています。同時に毎年、日本のうたごえ祭典実行委員会が、だいたい9月から12月までの間につくられ、祭典を主催しています。この両組織の性格と役割を区別して、正確にあらわすために日本のうたごえ実行委員会の名称を日本のうたごえ全国協議会に改めることを提案します[1]。 |
1973年8月26日、第6回日本のうたごえ実行委員会総会（東京 労音会館）において規約改正案が採択され、同日に発効した。日本のうたごえ実行委員会常任委員会の事務局長であった藤本洋が、全国協議会の会長代行・常任委員会幹事長に選出された。

## 全国協議会の「新方針」（1974年）
1974年2月25日、日本のうたごえ全国協議会第7回総会において、同協議会の「新方針」が採択された。
採択された新方針の決議の要点は以下の通り。
| 現状の問題点 - うたごえ運動は1960年以後、「一千万人みんなうたう会運動」と称する普及・組織活動を打ち出した。 - この方針のもとで、創作・演奏・郷土の歌と踊り・器楽などの教育活動に取り組み、蓄積された経験・理論・メソッドが全国的に普及した。その結果として、センター合唱団（中心合唱団）やうたごえ活動家の技術水準も向上し、1970年から72年にかけて、歌劇「沖縄」が制作・上演されるという成果を生み出すにいたった。その技術水準の高まりを通じて、各合唱団が、定期演奏会や日本のうたごえ祭典のコンクール形式による発表会に向けて、演奏技量を競い合う傾向が強まった。 - 一方、センター合唱団や活動家が自分自身の練習や演奏会、組織運営上の問題に大きな労力を割き、それを自己目的化したことにより、その「音楽活動」に対して「普及活動」の比重が、相対的に少なくなった。あるいは、普及を重視する方針を出しながらも、それが十分に進まない事態を生み出した。 今後の方針 - 上述の問題点を踏まえて、運動の基本的な性格をより鮮明にし、平和で健康なうたごえを全国民に広げていく活動が必要である。そのために次の活動を進め、運動の現状における弱点や欠陥を改める。 １．普及する曲目の選択の幅を思い切って広げ、平和で健康な音楽を国民の中に広げる 国民の生活と闘いを狭くとらえていた。ストライキやデモなど、直接的な政治課題・闘争課題に応える部分を強調し、それに役立たないものは「労働者的」でない、といった狭い考え方があった。 「敵」が明らかにされていない歌は軽薄であり、うたごえ運動の歌として役立たない、絶対平和主義的な歌は平和の力にはならないから、歌うべきではないのではないか、という議論も生じた。性急に、「この歌は労働者的でない」、「マスコミ的だ」、「日和見主義的だ」などのレッテルを貼ることもあった。創作や演奏においても、一つの表現方法に固定せず、クラシック・ポピュラー・フォーク・民謡・歌謡曲など、多様な表現方法を追求し、大衆の要求に正しくこたえていく必要がある。 ２．普及する対象を飛躍的に広げる ３．サークル員を増やし、サークルを数多く組織し、サークル協議会を拡大し、運動の規模を倍加する 職場や地域におけるサークル数とその人員の減少が、数年来の合唱発表会の参加数から明らかである。主な原因として、一方では、1960年代に強まった、サークルに対する官側・企業側の圧迫などが挙げられる。他方では、うたごえ運動の内部で、サークルを重視して拡大する活動が弱まったのも事実である。サークルに専門的技術や労働者意識を求めることや、楽しみを期待するサークル員の要求に沿わない活動内容など、多数の人々の好みや要求の変化に即応しない運営方法が、運動の弱体化を招く原因なった。これを、運動の主体的な問題として認識すること。 ４．専門音楽家および他の民主的音楽団体や、労働組合などとの協力・協同の活動を強化する （１）かつて古い活動家の間で、「専門家は官側・企業側の攻撃に妥協的であるから、国民の真の音楽要求には応えられない」、「主人公は国民大衆なのであって、専門家はこれに従属すべきだ」とする誤った考えが存在した。日本の音楽の真の発展は、うたごえ運動をはじめとする大衆的・民主的音楽運動と、楽壇における専門家の民主的な諸活動との結合なしには勝ち取れない。「労働者が主人公である」と誇示することでセクト的・排他的になり、専門家との協力を狭めることは、運動にとっての不利益である。うたごえ運動は、労働者階級が歴史の創造の担い手であると考え、その役割を重視するがゆえにこそ、労働者自身に不利を招くセクト性や排他性を克服せねばならない。 （２）うたごえ運動と労働組合とは、当初から友好的関係を広げ、職場のうたごえの普及に協力・協同してきた。一部の労組との不正常な関係は、1964年春闘のゼネストをめぐる意見の食い違いから、一部の労組員が組合から除名される事態から始まった。直接のきっかけは、同年に仙台で開かれた「第9回全電通のうたごえ祭典」の開催をめぐる出来事であった。全電通労組幹部は、除名した組合員を祭典から締め出そうとして、一方的に祭典中止を通告した。当時の「日本のうたごえ実行委員会」の対処にも考え方の狭さがあらわれ、必要以上に対立を深めてしまった。うたごえのサークル活動と、労組との関係をより大きな連帯の観点でとらえ、話し合いを深めて慎重に対処すべきであった。うたごえ運動のセクト的な考え方から生じた誤りであった。これを正して、平和で健康なうたごえを職場に広げていくために、労働組合との協力を粘り強く進めるよう、一層の努力をしていく。 ５．他の文化サークルとの相互協力を強める ６．世代を超えて活動家の団結を強める ７．日本のうたごえ祭典を、多彩で新鮮なものとする ８．みんなうたう会を盛んに催し、「うたごえサークル」として定着させる この組織化に成功するための留意点は、 （１）レパートリーはあくまでも大衆の要求を重視して選曲し、歌謡曲などについても、これを歌わない、といった、かたくなな態度をとらないこと。 （２）合唱技術の向上を、性急に押し付けたり、要求したりしないこと。 （３）何よりもまず、楽しく歌わせて、またそのように指導すること。 ９．理論的な勉強を強め、理論活動を活発に進める 今日の日本音楽文化における最大の課題は、米日反動勢力の日本音楽文化の破壊と退廃・反動化に抗するすべての人々と共同で、日本音楽文化の民主的発展を勝ち取ることにある。労働者の新しい音楽文化をつくることはたしかに重要だが、うたごえ運動を、労働者の音楽文化建設の運動に限定して捉える狭い考えは除去すべきである。1950年頃の民主的文化運動の一部には、「真の民主的な文化は労働者階級によってのみ創出されるのであり、ブルジョア的、小ブルジョア的な知識人の間からは生まれてこない。階級的な文化活動は職場に集中すべきである」との理論があった。それは一見、労働者が日本文化建設の主人公であり、労働者の役割を重視する理論のようでありながら、じつは他の広範な階層と労働者を対置し、専門文化人と労働者をも対立させ、労働者階級そのものを孤立させてしまう理論であった。今日、日本音楽文化の民主的発展や政治の革新は、広範な革新統一の力でなければ不可能である。それを一刻も早く実現することが国民大多数の要求である現在では、上述の理論はきわめて有害である[3]。 |

### 日本共産党による政治的指導の終結－同党うたごえ活動家の自主的運営によるセクト組織への再編
上記「新方針」の採択について、当時の日本のうたごえ全国協議会幹事長 藤本洋は、日本共産党全国活動者会議（1974年10月22-24日開催）で、以下の発言を行った。うたごえ運動の「自主的・民主的運営」のためには「労働者階級」の意識や政治要求が「百害あって一利なし」であり、その排除が「新方針」の目的であると述べた。中央合唱団創立以来の日本共産党による組織的な指導と援助は、「日本のうたごえ実行委員会」を「全国協議会」に改組した時点で終結し、以後は、うたごえ運動組織内の個々の日本共産党員が指導的役割を帯びながら、「独自」の党内セクト的な方針に従い、任意で活動を行う旨を明確にした。
| うたごえ運動は今年の2月に全国協議会第7回総会を開き新方針を決定しました。ここには、現在の国民とわが党が目指す日本文化全体の民主的発展という思想・文化闘争の今日の段階における、うたごえ運動の課題が明らかにされています。それを一口で言うと、もっともっと大衆の健全な文化的要求に積極的にしかも親切にこたえるということです。［．．．］26年に及ぶ、うたごえ運動に対する党の援助と指導によって、党員活動家が音楽要求に応えていける力量を蓄積しており、ここにわが党の文化運動における他党の追随を許さない優位性があると言うことができます。人は誰でも健康な文化的要求をもっています。退廃的な文化が氾濫している今日、とくにこの要求が強く出ています。ですから、これに応えるのが、うたごえ運動をすすめている私たちの責任であります。うたを押し付けるのではなくて、要求に応えることです。これまでのものに加えて思い切って選曲の幅を広げ、多様化している音楽要求に応えるということ、徹底した自主的・民主的運営を守っていくことで、私たち党員がこれに性急な「階級性」などを要求することは、百害あって一利なしです。私たちが大衆の要求に徹底的に奉仕し、そのなかで信頼を勝ち得てこそ、やはり、共産党は私たちの党だ、ということになります［．．．］新方針が出された当初には、「思い切って選曲の幅を広げること」ということや、「思い切って普及の対象を広げること」という方針に対して、「階級性、革命性が骨ぬきになったのではないか」「うたごえの伝統が失われたのではないか」などという意見や戸惑いが古い活動家の一部にはありましたが、実践が進むなかで、次第にこれらが新しい確信へと変化しています。［．．．］国民の99パーセント以上を革新統一に結集する課題に応えるような、うたごえの普及活動をすすめていきたいと思います。またそういう中で、党員活動家としての私たちの独自の任務も遂行していきたいと思います[4]。 |

### 「新方針」に基づく規約改正（1975年）

#### 「労働者」および「階級闘争」の関連語句を削除
「新方針」が採択された翌年、1975年2月23日に、全国協議会の規約が新たに改正された。この新規約は、1973年8月26日に採択された旧規約文を大筋において踏襲しながらも、「労働者」および「大衆」の語を削除し、それらと「闘い」の語を関連づけない表現に改められている。
|                   | 1973年8月26日 規約（「新方針」採択前）                                                                                           | 1975年2月23日 規約（「新方針」を反映）                                                                 |
| ----------------- | --- | --- |
| 第2条             | 日本のうたごえ運動は、日本国民の自主的大衆的音楽運動であり［．．．］                                                             | 日本のうたごえ運動は、合唱を主体としたサークル活動を基盤とする大衆的で民主的な音楽運動であり［．．．］ |
| 第3条（2）        | 労働者をはじめ、国民大衆を主人公に国民の生活・感情・要求およびそれを実現するための闘いと結びついて、次のように運動をすすめます。 | 国民の生活・感情・要求を音楽の基礎として次のように活動します。                                         |
| 第3条（2）-（イ） | 大衆の生活と闘いを創造の源泉とし、演奏・教育・創作活動を発展させる。                                                             | 国民の生活と闘いを創造の源泉とし、演奏・教育・創作活動を発展させる。                                   |

### 反戦・平和主義の放棄 - 戦争美化の思想表現を容認

#### 関鑑子による標語「うたごえは平和の力」の創出（1953年）とその原意
1975年、全国協議会の規約改正後も、標語「うたごえは平和の力」は記載が維持された（同規約第3条、会は、目的を実現するために「うたごえは平和の力」を合言葉に次の活動を行ないます）。この標語は1953年に、日本のうたごえ実行委員会委員長関鑑子により提唱され、公式化されたものであった。関は『青年歌集』第3編（1954年発行）の巻末に、「歌ごえはひろがる」と題し、「平和」と「戦争」を対極にある語として用いて、標語の本来的な意味を解説した。
| 歌ごえはひろがる ［．．．］1952年の中央合唱団の創立記念音楽会の名まえであった『日本のうたごえ』は、53年には全国合唱団参加の盛大な音楽会の名となり、今日では全国のうたの運動の総称ともなっております。そうして第2編で呼びかけた『歌ごえは平和の力』は、うたう人々の胸にはっきり刻まれて、うたが単なる慰みごとではないという確信が、うたう人々を本当に明るくし、誰もがひき込まれて、うたいたくなるという雰囲気を作っています。［．．．］あのいやな戦争がやっと済んで10年、歴史的にみると日本は明治以来10年に一度ぐらい戦争をしているのです。この頃また、原爆だ水爆だと恐ろしい声をきくと、ただ恐ろしいというだけでなく、うたう人々の間に平和を望む声が強くひびいております。それがまた多くの人々の平和を愛する心と一致して、うたごえがひろまってゆくのです。［．．．］よい歌、生活の歌は吸取紙に吸いこまれるように浸みわたり、ひろがってゆきます。この小さい歌集にもりこまれているヒュウマニティ（隣人愛）が、あなたの心と声を通して身近から、波紋のようにだんだんひろがり、やがて日本中に平和の歌ごえがきかれる事を願っております[7]。 |

#### 「新方針」に基づく標語「うたごえは平和の力」の解釈変更 -「平和」の語を「反戦」の理念・実践と切り離し「平和で健康な日常生活」の意味に変更
1978年、井上頼豊は、標語「うたごえは平和の力」の解釈を以下のごとく説明した。全国協議会第7回総会方針に従って多様な音楽表現を重視するために、戦争を肯定する歌詞内容をも許容し、政治的性格を帯びる反戦平和運動には与しない立場を表明した。
| 元来、音楽そのものが、人間生活の様々な側面を音で真実に表現することによって、私たちに喜びや慰めや希望や勇気を与え、全体として明日の生活を前進させる力になるべきものです。［．．．］しかし現在の日本では、大量のうたや音楽が氾濫する中で、人間不信や絶望、社会に対する悲観やあきらめや孤独感をあおり、人間同士の連帯感を骨ぬきにする役割を果たすもの、また生活からの逃避や、愛を性欲だけにおしとどめる内容をもったもの、さらに暴力や殺人、戦争賛美などを内容としたもの、などがかなり多いことに気がつきます。しかし、個々の作品や演奏については、軽々しく頭からきめてしまうことはできません。誰の目にも明らかに反動的で退廃的なものは、見分けるのもたやすいのですが、この二つの要素が複雑に混ざり合い、影響しあっているものも多いのです。なぜなら、今の社会の実際生活が進歩・健康と反動・退廃といった相反する二つの要素を複雑にもっているからです。［．．．］ですから、平和で健康なうたという場合、狭く考えたり、やたらに区別分類するのでなく、音楽の中に何らかの意味で平和で健康な要素をつねに追求してゆく姿勢が大切です。何よりもその基盤に、すべての人々が「平和で健康な」生活を望んでいる事実に信頼（根拠）をおく、ということでしょう。また表現方法もいっそう多様なものを追求してゆくことが必要です。このことは、全国協議会第7回総会方針に、明確に述べられています。このような内容を簡潔に表現する言葉が「うたごえは平和の力」です[8]。 |

## 2012年度「日本のうたごえ祭典実行委員会」結成の失敗と祭典の中止
2012年、毎年11月ごろの開催が恒例であった日本のうたごえ祭典は、実行委員会が結成にいたらず、中止される事態となった。同年2月12日、第45回日本のうたごえ全国協議会総会において同年度の方針が採択された。そこでは日本のうたごえ祭典の開催が言及されず、下記のとおり、「今年は、合唱発表会中心に全国交流会を開催」として、当年度の全国祭典実行委員会の組織化が依然として不透明な情況が示された。
| 方針〈３〉地方祭典の全都道府県開催をめざし、日本のうたごえ祭典の長期開催計画を持つ。 ①うたごえを起こし、新たな発展をめざす地域、都道府県、産業別、階層別祭典を活発にする。 今年は、合唱発表会中心に全国交流会を開催し、各地域、都道府県、産業別での祭典を積極的に開催する。 ②うたごえ65周年2013年日本のうたごえ祭典・大阪（仮称）開催の準備を進め、14年以降の祭典計画を持つ[9]。 |

### "2012 日本のうたごえ全国交流会in広島"の代替開催
「2012年度日本のうたごえ祭典実行委員会」の立ち上げが失敗に終わったため、祭典の代替行事として、同年11月23～25日の3日間、"2012日本のうたごえ全国交流会in広島"が実施された。主催者は日本のうたごえ全国協議会、現地の問い合わせ先は「広島のうたごえ協議会」であった。2013年2月11日に採択された「第46回日本のうたごえ全国協議会総会方針」では、この全国交流会の開催にいたる経緯が、次のように説明されている。
| 当初は福島県郡山市での開催を準備していたが、東電福島第一原発の事故の大きな影響の中で、福島のうたごえの意見も聞きながら別開催地を検討するに至った。広島で、当初予定していた日程で、会場間の移動も比較的好条件の会場を確保することができ、急遽広島開催を決定するに至った。広島のうたごえと充分議論を深める時間が少ない中、開催を了承し、成功のために力を発揮していただいた広島のうたごえのみなさん、参加されたみなさん、運営にあたられたみなさん、審査委員、出演者、スタッフのみなさんに心から感謝したい[11]。 |

## 近年における政治的方針の変遷（「アメリカ帝国主義・日本独占資本」との闘争を否定し日米安保体制の現状容認へ）
毎年度一回開催される「日本のうたごえ全国協議会総会」の案内文書には、その時々の政治的な主張や方針が、冒頭に掲げられる。これは既述のとおり、協議会の組織運営が1974年の「新方針」採択以降、個々の日本共産党員活動家の「独自の任務」として行われているためである。以下、近年における冒頭文の内容的な変遷を示す。

### 2012年-「財界とアメリカの要求優先の政治」との闘争継続を示唆
- 2012年2月11・12日、東京労音会館において「第45回日本のうたごえ全国協議会総会」が開催された。総会の案内文書は、「財界やアメリカの要求優先の政治の動き」に言及し、全国協議会としての組織的な闘争姿勢を示唆した。これは、かつての日本のうたごえ実行委員会（1973年解散）が当時の日本共産党綱領に沿って、日米安保体制に反対し、アメリカ帝国主義とそれに従属する日本独占資本との闘争を掲げた、その政治路線を継承したものである。ただし総会の案内文書は、「政治の動き」と表現するにとどめて、そのような政策をとる政派や政権の名指しは避けている。

| 被災地の復興への道のりは険しく、原発事故の被害は拡大し続けています。TPP問題、基地問題、働く環境、教育を巡る動きなど、どれをとっても多くの国民の要求とかけ離れ、財界やアメリカの要求優先の政治の動きが強まっています。真の復興をすすめ、原発ゼロの社会、核兵器も戦争もない生き続けられる地球をつくる事業はこれからが正念場となっています。「心のひび割れ」をふさぐ文化のちからが求められています[12]。 |

### 2013年-「財界・アメリカ優先政治」への言及維持と「護憲」の強調
- 2013年2月9～11日、大阪市で開催された「第46回日本のうたごえ全国協議会総会」の案内文書では、前年度の文言を細部のみ修正し、「財界やアメリカの要求優先の政治の動き」に反対の意思表明は保持された。その上で、日本国憲法の明文・解釈改憲に対する危機感について加筆を行った。

| 被災地の復興、原発事故からの再生の道のりは険しいものがあります。さらにTPP問題、基地問題、働く環境、教育を巡る動きなど、どれをとっても多くの国民の要求とかけ離れ、財界やアメリカの要求優先の政治の動き、憲法を変え「戦争できる国」への進む動きが強まっています。憲法のもとで、復興、原発ゼロ、核兵器も戦争もない社会をつくる事業はこれからが正念場を迎えています[13]。 |

### 2014年-反自公政権と「護憲」の立場表明 - 標語「憲法の心はうたごえの心」の出現
- 2014年2月8・9日、宮城県宮城郡松島町で開催された「第47回日本のうたごえ全国協議会総会」の案内文書は、自公連立政権への対決姿勢を明言した（安倍政権は、「国会のねじれが解消した」中で、憲法を変え「戦争できる国」へと進む動きをいっそう強めています）。さらに、新たな標語「憲法の心はうたごえの心」により、護憲の立場を明確にした。

| この国の現実は、被災地の復興、原発事故からの再生の道のりは程遠く、さらに、消費税大増税、集団的自衛権行使の容認、特定機密保護法案、TPP問題、ブラック企業など働く環境、など、多くの国民の願いに逆行する社会の動きがあります。安倍政権は、「国会のねじれが解消した」中で、憲法を変え「戦争できる国」へと進む動きをいっそう強めています。憲法のもとで、復興、原発ゼロ、核兵器も戦争もない社会をつくる事業は今まさに正念場を迎えています。「憲法の心はうたごえの心」と、65年間たゆまず活動してきたうたごえ運動に確信をもち、新しいうたを生みだし、65周年運動の総仕上げとして、うたごえ新聞読者と新しい加盟団体・会員を増やして総会を迎え、その中で、70周年へと向かう新たな前進を展望する活動方針を作り上げましょう[14]。 |

### 2015年-国政野党（民主・共産・オール沖縄）の選挙支持
- 2015年2月14・15日、名古屋市で開催された「第48回日本のうたごえ全国協議会総会」の案内文書には、第47回衆議院議員総選挙（2014年12月14日投票）で「安倍自公政権に対してはっきりと反対の立場を貫いた政党が議席を伸ばし、国民の意思を示しました」と記されている。同選挙で議席増となった民主党、日本共産党およびオール沖縄を、日本のうたごえ全国協議会が組織的に支持する旨が表明されている。護憲の標語は、前年度の「憲法の心はうたごえの心」が、「うたう日本国憲法請負人」に置き換えられた。

| この年の瀬に、消費税増税、特定秘密保護法、集団的自衛権の行使容認と、国民の希いに背き、生活を破壊し、戦争する国づくりへと突き進んできた安倍内閣の2年間を問う、衆議院議員総選挙が行われました。小選挙区制のもと、少ない得票で与党が2/3の議席を獲得する結果となりましたが、沖縄では与党候補を小選挙区で落選させ、基地反対のオール沖縄の候補が当選し、全国的にも、安倍自公政権に対してはっきりと反対の立場を貫いた政党が議席を伸ばし、国民の意思を示しました。時代はまさに、私たちが、「歌う日本国憲法請負人」として、国民の中にあって、その活動をますます広げていことを求めています。2015年は、被爆戦後70年の年、うたごえ新聞創刊60周年の年。日本国憲法と共にたゆまず歩み続けてきたうたごえ運動に確信をもち、新しいうたを生みだし、うたごえ新聞読者と加盟団体・会員を増やして総会を迎え、その中で、70周年へと向かう新たな前進を展望する活動方針を作り上げましょう[15]。 |

### 2016年-標語「私たちはうたう日本国憲法請負人」の公式化
- 2016年2月13・14日、大阪市において開催された「第49回日本のうたごえ全国協議会総会」の案内文書では、「自公連立政権」の語を用いず、いわゆる「安倍政治」に対する漠然たる不信感を叙述するにとどまった（安倍政治は、相変わらず、国民無視の暴走を続けていますが）。護憲の意志を表す「私たちはうたう日本国憲法請負人」の標語は、前年度とほぼ同様に用いられた。

| 安倍政治は、相変わらず、国民無視の暴走を続けていますが、「戦争法」が強行採決された19日を忘れまいと取り組まれている毎月19日の行動、来年の5月の憲法記念日までに2000万人の署名を集めよう！と呼びかけられ、展開されている「戦争法廃止を求める統一署名」、など、憲法を生かす政治を願う国民の運動は、さらに広がっています。来年の参議院選挙後［ママ］の憲法改正発議を口にし出している暴走安倍政治をこのまま許すわけにはいきません！私たちは、うたう日本国憲法請負人＝うたごえ運動の主体者として、国民とともに、憲法を生かすうたごえを全国各地からおこしましょう！2年後に迎える憲法の70歳の誕生日を、共に祝えるように！さらに、元気に、未来をうたいましょう！[16] |

### 2017年-自公政権への迎合（政党政策への言及回避・内閣総理大臣への個人批判）と「護憲」の願望表現
- 2017年2月18・19日、石川県小松市で開催された「第50回日本のうたごえ全国協議会総会」の案内文書は、前年度の文言を概ね踏襲しながらも、参議院選挙の結果や具体的な政治行動には言及せず、「暴走安倍政治をこのまま許すわけにはいきません」との願望表現のみにとどまった。護憲の標語として、「私たちはうたう日本国憲法請負人」が確定的に使用された。

| 相変わらず、国民無視の暴走を続ける安倍政治ですが、南スーダンへの自衛隊の「駆けつけ警護」を加えての派遣、沖縄・高江、辺野古への基地建設強行などへの、国民の怒りが高まっています。憲法を生かす政治を願う国民の運動は、さらに広がっています。自民党総裁の任期を延長してまで、自分の任期中に憲法改正を！とがむしゃらに走る暴走安倍政治をこのまま許すわけにはいきません！私たちは、うたう日本国憲法請負人＝うたごえ運動の主体者として、国民とともに、憲法を生かすうたごえを全国各地からおこしましょう！来年迎える憲法の70歳の誕生日を、共に祝えるように！さらに、元気に、未来をうたいましょう！[17] |

### 2018年-「安倍政権下での改憲阻止（護憲）」～反自公政権の政治姿勢を放棄・日米安保体制を最終的に容認
- 2018年2月10・11日、東京都で開催された「第51回日本のうたごえ全国協議会総会」の案内文書でも、前年度の文言が部分的に踏襲された。護憲活動については、「暴走安倍政権の改憲の動きは、来年の通常国会に改憲案を上程[．．．]『安倍9条改憲NO！全国うたごえアクション』を呼びかけ、全国でうたごえでの署名や街頭行動を取り組」むとし、日本のうたごえ全国協議会の「改憲阻止運動」は、「安倍政権下のみに限定」との条件付きであることを、前年度よりも明確化した。さらに、政権与党の党名を明記せず、自公政権への対決姿勢を放棄した。沖縄県辺野古の新基地建設反対運動への言及も避け、日米安保条約を容認する立場を最終的に確定した。

| 暴走安倍政権の改憲の動きは、来年の通常国会に改憲案を上程とも。何としてもストップを！と願う国民の声をうたごえで！署名で！と「安倍9条改憲NO！全国うたごえアクション」を呼びかけ、全国でうたごえでの署名や街頭行動を取り組みます。総会当日の2/10には、四ツ谷駅頭での宣伝と全国で一斉行動を予定しています！70周年日本のうたごえ祭典の会場・日程も決まりました！うたう日本国憲法請負人＝うたごえ運動の主体者として、国民とともに、憲法を生かすうたごえをさらに全国各地から広げましょう！そして、運動の70周年に大きなうたごえの花を咲かせましょう！[18] |

### 2019年-「安倍内閣を退陣に追い込む」～内閣・首相交代の後には自公政権をも容認・支持する可能性を示唆
- 2019年3月23・24日、京都市で開催された「第52回日本のうたごえ全国協議会総会」の案内文書は、「春の一斉地方選挙、夏の参議院選挙で、何としても安倍内閣を退陣に追い込み、改憲の動きにストップを！」と述べ、前年度に引き続き、改憲反対・護憲の運動を安倍政権下のみに限定する旨を明記した。さらに、退陣要求の対象を「安倍内閣」と表記することにより、将来的に首相交代や内閣人事の変化が起きれば、自公政権を容認・支持する姿勢に転じる可能性を表明するにいたった。

| 偽造捏造安倍晋三と揶揄される首相の暴走は、とどまるところを知りません。次々に明るみに出る不正腐敗の数々。春の一斉地方選挙、夏の参議院選挙で、何としても安倍内閣を退陣に追い込み、改憲の動きにストップを！うたう日本国憲法 請負人＝うたごえ運動の主体者として、国民とともに、憲法を生かすうたごえをさらに全国各地から広げましょう！そして、 運動の新たな一歩を築く年にしましょう！[19] |

## 全国協議会の加盟組織
（注：2016年時点で所在が確認できるもの。カッコ内は事務局の所在地）

### 地方別協議会および合唱団
| - 北海道のうたごえ協議会（札幌市） - 秋田合唱団（秋田市） - 岩手県うたごえ協議会（盛岡市） - 宮城のうたごえ協議会（仙台市） - 山形県うたごえ協議会（山形市） - 福島のうたごえ協議会（福島市） - 宇都宮センター合唱団（宇都宮市） - 埼玉のうたごえ協議会（さいたま市） - 神奈川のうたごえ協議会（横浜市） - 東京のうたごえ協議会（新宿区音楽センター内） | - 新潟県うたごえ協議会（新潟市） - 長野県うたごえ協議会（長野市） - 愛知のうたごえ協議会（名古屋市） - 三重のうたごえ協議会（津市） - 奈良のうたごえ協議会（奈良市） - 和歌山うたごえオールスターズ（和歌山市） - 京都のうたごえ協議会（京都市） - 大阪のうたごえ協議会（大阪市） - 岡山のうたごえ協議会（岡山市） - 広島のうたごえ協議会（広島市） | - 下関市民合唱団（下関市） - 徳島うたごえ「くろわっさん」（徳島市） - 高知センター合唱団（高知市） - 愛媛のうたごえ協議会（松山市） - 長崎のうたごえ協議会（長崎市） - 大分混声合唱団クールエスポワール（大分市） - 合唱団コールぽけっと（佐賀市） - 合唱団しらぬい（熊本県） - 宮崎センター合唱団（宮崎市） - 合唱団「風」（鹿児島県） |

### 産別協議会
- 国鉄のうたごえ協議会
- 港湾のうたごえ協議会
- 私鉄のうたごえ協議会
- 電通のうたごえ協議会
- 郵便のうたごえ協議会
- 保育のうたごえ協議会
- 教育のうたごえ協議会
- 医療のうたごえ協議会
- 自治体のうたごえ協議会[20]